# 白兔糖
《白兔糖》是日本漫畫家宇仁田由美创作的日本漫畫作品。于《FEEL YOUNG》（祥傳社）2005年10月號到2011年5月號期間進行連載。單行本全10卷。另有改編电视动画和真人电影。
動畫由Production I.G作，2011年7月7日至9月15日進行播放，全11話。

## 作品概要
从2005年的10月刊开始连载，2008年4月刊完成第一部；同年5月刊开始连载描写从第一部结尾算起的10年后的第二部，至2011年5月刊完结。之后，同年7月刊开始连载番外篇，作者的上亦提过此事。
单行本第1到第4卷收录了第一部，讲述了大吉与幼儿期的凛相遇及构筑起家庭关系的种种；第五至第九卷收录了第二部，描写了升入高中的凛学习及思考何为「母亲」的故事。第十卷則收錄了番外篇─凜與大吉再加上光輝，三人從小學到高中的種種趣聞、正子與現任丈夫相識的經過、以及高中畢業後凜與大吉的「後來」，並在卷末收錄了原本刊載於動畫版「白兔玩偶」BD&DVD第四卷初回限定特典手冊當中的宇仁田由美老師的訪談。

## 故事简介
因收到外祖父的訃聞而前往外祖父家奔丧的27岁单身汉河地大吉，在那里与一个小女孩相遇了。女孩名叫鹿賀凜，是外祖父的“私生女”。不愿意接纳凛的众亲戚提议送她去社会福利机构，而反对提议的大吉遂表示由自己来抚养凛。自此，笨拙男人和坚强女孩的同居生活开始了。

## 登場人物

### 主要人物
河地大吉（配音：土田大（日本）／葉振聲（香港））
本作品的主人公。出场时年龄为27岁，单身（第2部时是40岁，仍然独身，真人電影版則有未婚妻）。任职于服装制造公司。
因同情凛及厌烦亲戚们互相推脱照顾凛的责任，断然决定由自己来收养她。虽然刚开始时对于育儿这个从未踏足过的领域感到束手无策，不过之后逐渐地适应了这一「工作」。因为凛非常在意外祖父给予她的姓氏「鹿賀」，并认为她的父亲只有宋一一个人，所以大吉最终放弃了收养凛为养女的打算，同时在自身的感情方面也放下了「代替凛的父亲」这一想法，把凛作为家人及同居者那样平等地对待。被凛及其他家人叫做「大吉」。
从为了能在幼儿园放学时及时地接凛回家而申请调到了工作時間固定、但是需要搬運重物、較為辛苦的出貨部门。在原部门时受到部下的仰慕，当他决定要调离时部下曾恳求他不要调走。似乎懂一點中文。
由于和年轻时的宋一很像，所以凛非常亲近他。
因为自己对凛只是抱着类似父亲对女儿的感情，所以当高中生的凛向其表白时直接拒绝了她。但在凛知道自己和大吉没有血缘关系并表明她自己的决心以后，大吉提出了延缓两年给予答复的提议。他们约定，在这段時間裡让大吉自己逐渐转变对凛的看法；与此同时地如果凛在这一期间内找到了其他喜欢的人的话就放弃大吉；无论最后结果如何，两人依旧是「家人」。凛高中毕业后，大吉最终决定接受她的心意。
鹿賀凛（配音：松浦愛弓（日本）／張頌欣（香港））
出生于平成17年（2005年）8月10日。
正子的女儿，宋一（外祖父）养女，大吉的被监护人（6～16岁），後成為妻子（16岁后），在亲属关系上是大吉的小阿姨。出场时年龄为6岁（第2部16岁），身高169cm。
起初，刚见到大吉的时候的凛是一个沉默寡言、不喜欢亲近别人的小孩。之后与大吉同居的过程中，渐渐地开始与周围的众人建立起了互相信赖的关系，不仅性格上变得开朗活泼，话也多了起来。不仅会在大吉睡醒之前就起床做早餐的准备工作，还会思考如何合理地搭配菜肴的营养，是一个可靠程度不输给大人的小孩。
非常重视「鹿賀」这个和「外公」（宋一）一样的姓氏，因此拒绝了大吉的「收养凛并将姓更改为『河地』」的提议。从未将大吉作为父亲看待，认为「大吉就是大吉」。虽然后来知道自己并不是宋一的孩子，但是凛依旧认为宋一是自己的父亲。
名字源自于宋一喜欢的龙胆花（日语：／ rindō *）
升上高中以后成绩优异。深受光辉和同班男生的喜爱，但发现自己对大吉抱有对异性的那种爱情，对大吉表白后却得到了「暂时不作答复」这一结果（大吉希望在其高中毕业以后再给予答复，同时也给大吉自己一些作心理准备的时间）。在作品的最后，毕业后终于和大吉有了一个圆满的结局。
二谷光辉（配音：酒井乃碧（日本）／黃玉娟（香港））
凜的青梅竹马。从幼儿园起就和凛有所往来，和凛上同一所小学。因顽皮且不听管束，所以在小学里总是受到老师特别的关注。不过在碰到（他自己觉得像是）可疑的人物时，会挺身而出保护凛，可见其也有小小男子汉的一面。
在初中时代过着相当放纵的生活，與不良學姐交往，被認為是可怕的不良少年，頭上有小時候摔倒的疤痕。第2部裡的高中时代其样貌有了极大改变，在女生中相当受欢迎。喜欢凛，但多向凛告白皆失敗。得知凛喜欢大吉后就放棄凛，並且开始为两人出谋划策。後來轉而和沙也加成為情侶。

### 主要人物血緣相關者
二谷由佳里（配音：大原沙耶香（日本）／沈小蘭（香港））
光辉的母亲。与丈夫离婚后，独自将光辉养育成人。很在乎光辉，常会担心到处惹麻烦的他。曾被大吉求婚，雖然也對大吉有好感，但因怕被說閒話且擔心兒子與凛的關係而没能和大吉结为连理。
前田春子（配音：植田佳奈（日本）／黃玉娟（香港））
大吉的表姊，育有一女。因与婆家关系不和而终日烦恼，之后与其丈夫离婚。稱呼大吉为「小大」。
前田麗奈（配音：須藤菜菜子（日本）／陳皓宜（香港））
春子的女儿，与凛同岁。和凛及光辉同上一所高中，是凛无话不谈的好友，雖長的可愛但個性少根筋且不會看場合說話。
吉井正子（配音：坂本真綾（日本）／劉惠雲（香港））
凛的生母。漫画家，笔名是“西园寺 栗”。
曾是宋一家的女佣，在当佣人的时候发现怀了前男友的孩子凛。以工作为藉口把凛独自留给宋一抚养，并对大吉说过不认为自己应当把凛当作女儿。
長期把自己封閉在漫畫的世界中，因此在懷上凜的時候雖然年過20，但是精神年齡卻與10多歲的少女無異，一切瑣事、甚至包括生下凜這件事都是由宋一決定的。
与同情并关心凛的大吉的关系緊繃，大吉认为正子像是个没长大的孩子，任意妄為。不过再第二次懷孕並擁有正常的婚姻家庭之後，正子的心智有明顯的成長，也努力改善了與凜的關係。
在故事结尾阶段正子告诉凛和大吉“宋一与凛并无血缘关系”这一真相，凛的生父是其前男友。
鹿賀宋一（配音：有川博（日本）／林保全（香港））
大吉的外祖父，凛的养父，已故。在正子怀上凛并不知所措时说服了正子，让她生下了凛。让凛称呼自己为「外公」，而非「爸爸」。
在故事结尾阶段正子点明了宋一与凛并无血缘关系这一真相，不过在此之前，宋一已经在遗书中写明了此事。正子在精神方面仍算是个稚童，宋一照顾她及收养凛仅是出于善意。
河地健二（配音：伊藤昌一（日本）／馮錦堂（香港））
大吉的父亲。
河地幸子（配音：峰あつ子（日本）／許盈（香港））
大吉的母亲。年轻时是个热爱工作的女性，但因怀了和美而不得不辞职。养育孩子需要监护人有所犧牲，所以起初并不打算收养凛，不过实际上很喜欢凛，自从大吉带凛回家后对她呵护有加。虽然在亲属关系上是凛的姐姐，实际上却是以长辈的身份关照着凛。
河地和美（配音：內山夕實（日本）／吳羨婷（香港））
大吉的妹妹。因为小时候体弱多病，在母亲的娇惯中长大，所以养成了任性的性格，常與大吉鬥嘴。年輕時總以人生還很長為藉口來玩樂，不打算組織家庭，所以在快40歲才生下一女，成為高齡產婦。
麻美
和美的女儿。凛非常疼爱她。

### 其他人物
後藤小姐（配音：鹿野優以（日本）／林芷筠（香港））
大吉的同事，working mother。与大吉互相探讨育儿问题的聊天对象。
沙也加（配音：飯野茉優（日本）／吳羨婷（香港））
凛小学时代的同学，單戀阿信。有一个当过模特的父亲。漫畫第2部接近結尾前重新登場，再得知小學同學阿信有女朋友後單戀失戀，後與光輝交往。
沙也加爸爸（配音：平川大輔（日本）／陳欣→梁偉德（香港））
沙也加的父亲，与大吉同岁。本名不明，被锅仔叫做。
高大英俊的经理人，以前当过模特。曾与锅仔上过同一所学校。在凛就读小学举办的校园文化节上与大吉相识，不过大吉第一次见他则是在大吉所在公司制作的商品目录中。
锅仔（配音：脇知弘（日本）／陳永信（香港））
阿信的父亲，与大吉同岁。本名不明，锅仔（ナベちん）是沙也加爸爸对他的昵称。
个子不高，略有些地中海型禿頭。在学校附近的商业街经营肉品商店。在凛就读小学举办的校园文化节上与大吉相识。
阿信（配音：鏑木海智（日本）／（香港））
凛小学时代的同学，A班学生。

## 出版書籍
| 冊數 | 祥傳社        | 祥傳社                 | 東立出版社     | 東立出版社             |
| 冊數 | 發售日期      | ISBN                   | 發售日期       | ISBN                   |
| ---- | ------------- | ---------------------- | -------------- | ---------------------- |
| 1    | 2006年5月19日 | ISBN 978-4-3967-6380-0 | 2011年8月25日  | ISBN 978-986-10-8101-4 |
| 2    | 2007年2月8日  | ISBN 978-4-3967-6400-5 | 2011年10月6日  | ISBN 978-986-10-8102-1 |
| 3    | 2007年10月6日 | ISBN 978-4-3967-6421-0 | 2011年10月24日 | ISBN 978-986-10-8103-8 |
| 4    | 2008年5月17日 | ISBN 978-4-3967-6434-0 | 2011年11月10日 | ISBN 978-986-10-8104-5 |
| 5    | 2009年1月22日 | ISBN 978-4-3967-6449-4 | 2011年11月25日 | ISBN 978-986-10-8105-2 |
| 6    | 2009年8月8日  | ISBN 978-4-3967-6467-8 | 2011年12月15日 | ISBN 978-986-10-8106-9 |
| 7    | 2010年2月8日  | ISBN 978-4-3967-6485-2 | 2012年1月5日   | ISBN 978-986-10-8107-6 |
| 8    | 2010年10月8日 | ISBN 978-4-3967-6506-4 | 2012年1月21日  | ISBN 978-986-10-8108-3 |
| 9    | 2011年7月8日  | ISBN 978-4-3967-6525-5 | 2012年5月9日   | ISBN 978-986-10-8350-6 |
| 10   | 2012年3月8日  | ISBN 978-4-3967-6541-5 | 2012年10月23日 | ISBN 978-986-10-9661-2 |

- 白兔玩偶 9.5 电影·动画·原作 官方導讀手冊（うさぎドロップ 9.5 映画･アニメ･原作 公式ガイドブック）

2011年7月8日發售、ISBN 978-4-3967-6526-2

## 电视动画
自2011年7月起在富士电视台播放。

### 工作人员
- 原作：宇仁田由美
- 出品人：新坂纯一、富川八峰（富士电视台）、北川直树、寺田笃、森下胜司、志仓知也
- 总制片人：村田祐一、山本幸治（富士电视台）
- 制片人：小中大典、尾崎纪子（富士电视台）、中武哲也
- 剧本统筹、编剧：岸本卓
- 角色设计、作画总监：山下祐
- 道具设计：秦綾子
- 美術監督、美術設定：立田一郎
- 色彩設計：田中美穗
- 摄影監督：田中宏侍
- 剪辑：植松淳一
- 音響監督：若林和弘
- 音乐制片人：佐野弘明
- 音乐：松谷卓
- 音乐制作：富士太平洋音乐出版、索尼音乐娱乐
- 动画制片人：松下庆子
- 动画制作：Production I.G
- 导演：龜井幹太
- 出品：动画《うさぎドロップ》制作委员会（东宝、富士电视台、索尼音乐娱乐、电通、Production I.G、祥傳社）

### 主题曲
片头曲「SWEET DROPS」
作词、作曲：鈴木祥子 / 演唱：PUFFY
與真人电影（後述）使用相同的主题曲。
另外，PUFFY的吉村由美、大貫亜美同時在電視動畫第9集客串配音托兒所的「指導員1」與「指導員2」。
片尾曲「High High High」
作词、作曲：村山辰浩 / 编曲：カサリンチュ&綿糸町昇 / 演唱：カサリンチュ

### 各話列表
| 話数   | 日本标题 | 中文标题         | TVB中文標題  | 劇本   | 分鏡       | 演出       | 作画監督          |
| ------ | -------- | ---------------- | ------------ | ------ | ---------- | ---------- | ----------------- |
| 第1話  |          | 龍膽花的女孩子   | 龍膽草少女   | 岸本卓 | 龜井幹太   | 龜井幹太   | 山下祐            |
| 第2話  |          | 打勾勾的約定     | 勾手指立約   | 岸本卓 | 龜井幹太   | 京極義昭   | 海谷敏久 島村秀一 |
| 第3話  |          | 大吉的決心       | 大吉的決定   | 岸本卓 | 森田宏幸   | 荻原露光   | 楠本祐子          |
| 第4話  |          | 信               | 遺書         | 岸本卓 | 滿仲勧     | 滿仲勧     | 高橋英樹          |
| 第5話  |          | 大吉就当大吉好了 | 大吉做番大吉 | 岸本卓 | 金子秀一   | 湖山禎崇   | 秦綾子            |
| 第6話  |          | 我的樹木         | 我的樹       | 岸本卓 | 龜井幹太   | 宇井良和   | 黑岩裕美          |
| 第7話  |          | 秘密地離家出走   | 離家         | 岸本卓 | 滿仲勧     | 滿仲勧     | 樋口聰美          |
| 第8話  |          | 外公的重要事物   | 外公的瑰寶   | 岸本卓 | 鶴岡耕次郎 | 坂口龍太郎 | 池內直子          |
| 第9話  |          | 颱風來了！       | 颱風逼近     | 岸本卓 | 宇井良和   | 宇井良和   | 金子志津枝        |
| 第10話 |          | 肚子感冒了       | 腸胃炎       | 岸本卓 | 井上鋭     | 湖山禎崇   | 井上鋭            |
| 最終話 |          | 開始的一步       | 開始的一步   | 岸本卓 | 龜井幹太   | 龜井幹太   | 山下祐、秦綾子    |

### 播放电视台
日本深夜動畫：下文記載的日本国内播放時間使用日本標準時間（UTC+9）表示。因為部分時間标识會採用30小时制，因此請留意这类超过24:00的时间，其實際播放時間為翌日清晨。
| 播放地区   | 播放电视台   | 播放日期                 | 播放时间（UTC+9）                                                 | 备注                                                                     |
| ---------- | ------------ | ------------------------ | ----------------------------------------------------------------- | ------------------------------------------------------------------------ |
| 关东广域圈 | 富士电视台   | 2011年7月7日－9月15日    | 星期四 24時45分－25時15分                                         | 制作电视台 noitaminA节目第1时段                                          |
| 近畿广域圈 | 关西电视台   | 2011年7月12日－9月20日   | 星期二 25時58分－26時28分                                         | アニメわ〜く!节目第1时段                                                 |
| 中京广域圈 | 东海电视台   | 2011年7月14日－9月22日   | 星期四 26時05分－26時35分                                         |                                                                          |
| 福冈县     | 西日本电视台 | 2011年7月20日－9月21日   | 星期四 26時05分－26時35分                                         | 隔一周连播两集                                                           |
| 日本全域   | BS富士       | 2011年8月6日－10月22日   | 星期六 25時30分－26時00分 （每月最终周播放时间为26：00 - 26：30） | 衛星電視 noitaminA节目第1时段                                            |
| 香港       | J2           | 2012年12月14日－12月31日 | 星期一至五 18時25分－19時00分                                     | UTC+8 有播放特典 繁體中文字幕 粵語及日語雙語廣播 有重播 myTV提供14天重溫 |

### 映像特典
DVD及Blu-ray於各卷收錄的原創故事。
| 卷数  | 話数  | 日本副標題 | TVB中文標題 | 劇本   | 分鏡     | 演出     | 作畫監督 | 作畫協力 | 發售日         |
| ----- | ----- | ---------- | ----------- | ------ | -------- | -------- | -------- | -------- | -------------- |
| 第1卷 | 2.5話 |            | 落葉水族館  | 岸本卓 | 笹木信作 | 秦綾子   | 秦綾子   | 青山浩行 | 2011年10月28日 |
| 第2卷 | 3.5話 |            | 給聖誕老人  | 岸本卓 | 舛成孝二 | 龜井幹太 | 高橋英樹 |          | 2011年11月25日 |
| 第3卷 | 6.5話 |            | 滿天飄櫻    | 岸本卓 | 野村和也 | 野村和也 | 高橋英樹 |          | 2011年12月16日 |
| 第4卷 | 8.5話 |            | 歸途        | 岸本卓 | 淺野勝也 | 淺野勝也 | 山下祐   |          | 2012年1月27日  |

## 电影

### 演员表
- 河地大吉 - 松山研一
- 鹿賀凜 - 芦田愛菜
- 二谷由佳里（二谷光輝的母親） - 香里奈
- 二谷光輝 - 佐藤瑠生亮
- 河地和美（河地大吉的妹妹） - 桐谷美玲
- 吉井正子（凜的生母） - キタキマユ（日语：キタキマユ）
- キョウイチ（和美的戀人） - 綾野剛
- 鈴木雄一 - 木村了
- 後藤由起 - 池脇千鶴
- 河地良惠（河地大吉的母親） - 風吹純
- 河地實（河地大吉的父親） - 中村梅雀

### 工作人员
- 导演 - SABU
- 製作 - 小崎宏、藤岡修、籏啓祝、古橋明、山崎浩一、久保田修、町田智子、竹之上藏造、山本潤、喜多埜裕明、百武弘二
- 制片人 - 松本整、宇田川寧
- 执行制片人 - 春名慶
- 联合製片人 - 柴原祐一
- 原作 - 宇仁田由美（祥傳社·FEEL COMICS）
- 脚本 - 林民夫、SABU
- 摄影 - 柳田裕男
- 特殊化妆 - 中田彰輝
- 美術 - 秋葉悦子
- 服装 - 宮本正江
- 编辑 - 坂東直哉
- 演员安排 - 田端利江
- 音乐 - 森敬
- 音乐製作人 - 安井輝
- 音響効果 - 北田雅也
- B班摄影 - 金子正人、馬路貴子
- 器材维护 - 島崎靖
- 场记 - 森直子
- 发型师 - 横瀬由美
- 照明 - 宮尾康史
- 製作擔當 - 的場明日香
- 装飾 - 大川佳子
- 録音 - 岩倉雅之
- 副导演 - 武正晴
- 出品方 - Smoke
- 制作協力 - Dub
- 制作 - 「うさぎドロップ」製作委員会（博報堂DY Media Partners（日语：博報堂DYメディアパートナーズ）、Happinet（日语：ハピネット）、关西电视台、东海电视台、PARCO、Smoke、朝日新闻社、第一製版、西日本电视台、Yahoo!JAPAN、SHOWGATE（日语：ショウゲート））
- 影片发行 - SHOWGATE

### 主题曲
「SWEET DROPS」
作词、作曲：鈴木祥子 / 演唱：PUFFY
真人电影和电视动画使用相同的主题曲。

### 播放電視台
| 香港 無綫電影台 星期六21:00-23:00節目 | 香港 無綫電影台 星期六21:00-23:00節目 | 香港 無綫電影台 星期六21:00-23:00節目 |
| ------------------------------------- | ------------------------------------- | ------------------------------------- |
|                                       | 女孩 （2013年6月1日）                 |                                       |
| 聰明的一休                            | 羅馬浴場                              |                                       |

## 脚注
1. ↑  .   [2011-07-07]. （原始内容存档于2019-05-08）.
2. ↑  漫画第七卷第Episode.42译注
3. ↑  见东立版第一卷18页译注
4. ↑  漫画第九卷，Episode.54
5. ↑  和制英语（由日本人发明的、不以汉字及日语词汇组合而成的词）。指一边工作（working）一边抚养小孩的母亲（mother）。在一般日本人的印象里，丈夫在外工作养家，妻子结婚或生育之后放弃全职工作在家操持家务、照顾小孩才是常态。而working mother抛弃了自己操持家务和照顾小孩的「义务」，选择继续全职工作，因此相对地不被大众所接受。不过近年来“双职工家庭”（结婚或生育后夫妻依旧共同外出工作）已较以前更为常见，所以working mother也较先前更被大众接受。
6. 1 2  漫画第四卷，Episode.21
7. 1 2  .   [2011-07-07]. （原始内容存档于2019-09-10）.
8. ↑  （日語）剧情简介&下集预告 - うさぎドロップ动画官方网站 （页面存档备份，存于）
9. ↑  .   [2012-12-15]. （原始内容存档于2020-10-20）.
10. ↑  在日语中又名，中文条目中记作「胃肠型感冒」（见普通感冒#病徵與症狀）
11. ↑  .   [2012-12-27]. （原始内容存档于2019-12-06）.
12. （简体中文）. 新民网／xinmin.cn.   [2012-05-10]. （原始内容存档于2019-07-14）.